# Henriettella aggregata
Henriettella aggregata là một loài thực vật có hoa trong họ Mua. Loài này được (D. Don) Triana mô tả khoa học đầu tiên năm 1871.